# 海会寺 (阳谷县)
海会寺 (阳谷县)，位于山东省聊城市阳谷县阿城镇，是中华人民共和国山东省文物保护单位之一。
2006年12月7日，授予山东省文物保护单位，是一座古建筑。